# モリマン
モリマンは、吉本興業札幌支社に所属する日本の女性お笑いコンビ。

## メンバー
- ホルスタイン・モリ夫（ホルスタイン モリお、1973年3月31日（52歳） - ）

ボケ・ネタ作り担当、立ち位置は向かって右。
本名：坂上 華奈（さかがみ かな）。北海道苫小牧市出身。O型。
短期大学で美術を専攻していた。2015年の「よしもとぶちゃいくランキング」で8位。
- 種馬マン（たねうま マン、1970年1月8日（55歳） - ）

ツッコミ担当、立ち位置は向かって左。
本名：増永 美穂子（ますなが みほこ）。北海道札幌市出身。眼鏡をしていることが多い。

## 略歴
東京で古着屋を経営したいと考えていたホルスタイン・モリ夫が、高円寺で古着屋の店長をしていたことのある種馬マンと、4丁目プラザに入っていた行きつけの雑貨屋で出会う。店を出す協力をしてもらえることになったためモリ夫が家出して上京。
種馬マンの提案で1994年に吉本興業東京本社のオーディションを受け合格。モリ夫はそれまで『イカ天』と憧れの野沢直子の出演番組程度しかテレビを見ておらず、漫才とコントの2種類があることすら知らないほどお笑いの知識がなかった。銀座7丁目劇場で初舞台を踏む。コンビ名の由来は「読んで字の通り」。初めてのネタは「不良少女と呼ばれて」というコントで、勢いだけで演じたところ大ウケしたという。渋谷公園通り劇場で史上最多動員を記録し、当時ブームだったコギャルから支持を集めた。
1990年代半ばにフジテレビ『タモリのボキャブラ天国』（キャッチコピーは「ダーティー・プレイメイト」）に出演したことで一気に知名度が上昇。1997年にはロンドンブーツ1号2号と担当した『マンブー!』（TBS）で初の冠番組を持つ。1996年に「あなたまかせのゆう子だから」でCDデビュー。福岡県を拠点とするグループ「パンダ・モンキーズ」のカバーであるため、地元の札幌ではなく中洲が舞台となっている。東京時代は東京吉本の女性芸人のリーダー的存在で、森三中、まちゃまちゃ、椿鬼奴などが慕っていた。オアシズなど他事務所の女性芸人との交友もあった。
当時は女性芸人が少なく、「汚れ仕事」を一手に引き受けて過労気味になったことに加え、番組以外の打ち上げの場でも屈辱的ないじられ方をされたり、芸人仲間だけではなくスタッフや社員からもたびたびハラスメントを受け続けていたことが耐えられなかったため、1998年頃に地元北海道に拠点を移し、よしもとクリエイティブ・エージェンシー札幌事務所に移籍。東京での活動は約3年半程度だった。
その後はローカルタレントとして番組のレポーターや定期ライブ「笑道」のMCなどをする。その傍ら、モリ夫は『志村&鶴瓶のあぶない交遊録』のナインティナインとの元祖英語禁止ボウリング対決や『ダウンタウンのガキの使いやあらへんで!』での「山崎 VS モリマン」企画など年に数度は全国ネットの番組に出演。
2007年9月1日、『プロレス666』の新木場大会にモリ夫が出場。バカ社長の爆竹に火を放つなど、勝利に貢献した。
モリ夫は、2014年よりすすきのでスナックを経営。過去にはペットグッズショップを経営していたが、5年で2000万円の赤字を作って閉店した。種馬マンはポールダンスとブラジリアン柔術に熱中しており、特に後者ではラスベガスで開かれた世界大会に出場しシニア部の2位になっている。

## 芸風
ネタは主にショートコントで下ネタを大幅に含み、股間に両手をあてて腰を動かしながら「モ～リモリモリマンマンマン」と歌うブリッジを挟む。舞台の上での放送禁止用語の連発、モリ夫による夜間ライブや番組収録中での下半身の露出でメーテルをもじった「ミェーテル」ネタなど、一時期は下劣さにおいて吉本は勿論、お笑いタレントとしても群を抜く過激さだった。放送を見たモリ夫の母親が激怒し、電話で娘を詰問したこともある。
下ネタをメインにするきっかけとなったのは、銀座7丁目劇場で女性芸人初の単独ライブをしたいと支配人に相談したところ1週間で10の新ネタを書くように命じられ、切羽詰まって手を出したことだという。

## 出演

### 現在の出演番組
- よしもとホッカモリ（道内各コミュニティFM）
- モリマン種馬マンとスキンヘッドカメラの16時の3人（三角山放送局）※種馬マンのみ
- 土曜日のワンラブ!（北海道放送、2025年4月5日〜）※サブMC
- モリマンの後輩愛飯（札幌よしもとYouTube配信コンテンツ）

### 過去の出演番組
- DABO銀（テレビ朝日） - テレビ初出演。
- 急性吉本炎（TBS)
- S-1グランプリ 激突!新世代お笑い王座決定戦（テレビ朝日）
- マンブー!（TBS)
- 加トちゃんマチャミのお台場CHA・CHA!!（フジテレビ）
- ここがヘンだよ日本人（TBS)
- ビバ!パークゴルフ（テレビ北海道）
- モリマンのこれやります（北海道テレビ放送）
- ビーラック!（北海道文化放送）
- 激突!ニシン商店街（北海道文化放送）
- YASUのえき☆スタ@noon（北海道文化放送）
- 着信××（テレビ東京）
- ダウンタウンのガキの使いやあらへんで!!（日本テレビ）
- 志村&鶴瓶のあぶない交遊録（テレビ朝日）※モリ夫のみ
- よしもと笑いの缶づめ（北海道文化放送）
- ビタミンTV（北海道放送）
- 人志松本の○○な話（フジテレビ）
- のりゆきのトークDE北海道（北海道文化放送）
- どぉーだ!Presents タカトシ牧場（北海道文化放送）
- まるごと体感！デジタルライフ（NHK北海道）
- 銀玉の魂（テレビ北海道）※モリ夫のみ
- AKBINGO!（日本テレビ）※モリ夫のみ
- そうだ旅（どっか）に行こう。（テレビ東京）
- タカアンドトシのどぉーだ!（北海道文化放送）
- にちよるなま NOWOOO!（北海道文化放送）
- フルーツアプリ女学園（北海道文化放送）
- さあ!トークだよ（北海道文化放送）
- 解決!ナイナイアンサー（日本テレビ）
- 吉沢明歩の全力サラリーマンKO（北海道文化放送）
- 映女と音女と福男（北海道文化放送）
- 土曜プレゼンアワー（北海道文化放送）
- 映女と音女とユリコ（北海道文化放送）
- モリマン・スキンヘッドカメラの数打ちゃ当たる. OH MY ○○（ピー）GOD！（三角山放送局）
- ジンギス談!（北海道放送）
- 帰省なう（北海道テレビ放送）
- 発見!タカトシランド（北海道文化放送）
  - 2021年3月5日 - 札幌・桑園エリアでイイとこ探し! ※種馬マンのみ
  - 2021年3月12日 - 札幌・北大通りエリアでイイとこ探し! ※種馬マンのみ
  - 2022年10月7日 - 東札幌エリアでイイとこ探し! ※コンビ出演[注釈 1]
  - 2024年9月13日 - さっぽろオータムフェスト会場から生放送スペシャル ※種馬マンのみ
  - 2025年2月28日 - 発見！タカトシランドpresents コンビ結成30周年記念番組 タカトシ披露宴※コンビ出演
- 〜手書きMAPで街探検〜地図にナイナイTOWN（テレビ朝日、2024年9月21日） ※モリ夫のみ
- ススキノ・インターン〜マーケ学生ユキナの、スナック立て直し記〜 第3話（北海道テレビ放送、2025年3月30日）※モリ夫のみ(京子役)
- 錦鯉が行く!のりのり散歩（北海道テレビ放送、2025年5月3日）[注釈 2]
- スイッチン! （テレビ北海道、2025年5月10日）
- EXITのハッケン北海道!（テレビ北海道、2025年5月10日）
- 発信Live ジモトノチカラ!（BSよしもと、2025年5月15日）
- どさんこワイド179（札幌テレビ放送、2025年5月21日）
- いっとこ! みんテレ（北海道文化放送、2025年5月24日）
- イチモニ!（北海道テレビ放送、2025年5月31日）
- サタブラ（北海道放送、2025年5月31日）
- 道産人間オズブラウン（札幌テレビ放送、2025年6月1日、8日、15日、20日）

### CM
- スターフォックス64
- 軽自動車館（北海道ローカル。モリ夫のみ）

### 映画
- 難波金融伝ミナミの帝王10「堕ちる女」(1998年) - モリ夫(援交女)、種馬(ホテルのフロント)